# Список загиблих у боях за Георгіївку та Лутугине
У статті наведено список втрат українських сил у боях за Георгіївку та Лутугине.

## Список загиблих
| Прізвище, ім'я, по батькові      | Звання            | Дата смерті    | Формування     | Обставини                                                                         |
| -------------------------------- | ----------------- | -------------- | -------------- | --------------------------------------------------------------------------------- |
| Діяконюк Іван Васильович         | сержант           | 14 липня 2014  | 80 ОАеМБр      | Загинув під Лутугиним під час артилерійського обстрілу із «Градів».               |
| Лепкалюк Олексій Васильович      | сержант           | 20 липня 2014  | «Айдар»        | Загинув під час штурму блокпосту Георгіївки.                                      |
| Муха Володимир Олександрович     | солдат            | 21 липня 2014  | «Айдар»        | Загинув о 8:00 ранку у складі розвідгрупи під Георгіївкою.                        |
| Тома Геннадій Леонідович         | солдат            | 21 липня 2014  | «Айдар»        | Загинув о 8:00 ранку у складі розвідгрупи під Георгіївкою.                        |
| Михайлов Олег Миколайович        | солдат            | 21 липня 2014  | «Айдар»        | Загинув о 8:00 ранку у складі розвідгрупи під Георгіївкою.                        |
| Королько Микола Петрович         | солдат            | 21 липня 2014  | «Айдар»        | Загинув під час танкової контратаки проросійських угруповань під Георгіївкою.     |
| Ящук Павло Володимирович         | старший лейтенант | 21 липня 2014  | «Айдар»        | Загинув під час танкової контратаки проросійських угруповань під Георгіївкою.     |
| Коврига Сергій Володимирович     | підполковник      | 27 липня 2014  | «Айдар»        | Загинув під час штурму Георгіївки.                                                |
| Римар Ігор Віталійович           | старший лейтенант | 27 липня 2014  | «Айдар»        | Загинув під час штурму Георгіївки.                                                |
| Шостак Сергій Олександрович      | старший прапорщик | 27 липня 2014  | «Айдар»        | Загинув під час штурму Георгіївки.                                                |
| Личак Микола Анатолійович        | сержант           | 27 липня 2014  | «Айдар»        | Загинув під час штурму Георгіївки.                                                |
| Куліш Іван Володимирович         | старший солдат    | 27 липня 2014  | «Айдар»        | Загинув під час штурму Георгіївки.                                                |
| Алієв Іолчу Афі-Огли             | солдат            | 27 липня 2014  | «Айдар»        | Загинув під час штурму Георгіївки.                                                |
| Бойко Віталій Васильович         | солдат            | 27 липня 2014  | «Айдар»        | Загинув під час штурму Георгіївки.                                                |
| Василаш Ілля Євгенович           | солдат            | 27 липня 2014  | «Айдар»        | Загинув під час штурму Георгіївки.                                                |
| Вербовий Михайло Вікторович      | солдат            | 27 липня 2014  | «Айдар»        | Загинув під час штурму Георгіївки.                                                |
| Давидчук Олександр Васильович    | солдат            | 27 липня 2014  | «Айдар»        | Загинув під час штурму Георгіївки.                                                |
| Квач Орест Арсенович             | солдат            | 27 липня 2014  | «Айдар»        | Загинув під час штурму Георгіївки.                                                |
| Менюк Станіслав Петрович         | солдат            | 27 липня 2014  | «Айдар»        | Загинув під час штурму Георгіївки.                                                |
| Саіпов Кудайназар Алімбайович    | солдат            | 29 липня 2014  | «Айдар»        | Загинув під Лутугиним від кульового поранення.                                    |
| Кіш Станіслав Іванович           | солдат            | 3 серпня 2014  | 128 ОГПБр      | Загинув на блокпосту під Георгіївкою під час артилерійського обстрілу.            |
| Гафіч Володимир Петрович         | сержант           | 13 серпня 2014 | 128 ОГПБр      | Загинув на блокпосту під Георгіївкою під час артилерійського обстрілу.            |
| Мартинюк Василь Васильович       | солдат            | 14 серпня 2014 | 24 ОМБр        | Загинув під Лутугиним під час артилерійського обстрілу.                           |
| Луцишин Іван Богданович          | старший солдат    | 17 серпня 2014 | 24 ОМБр        | Загинув під Лутугиним під час артилерійського обстрілу.                           |
| Бірюк Олег Миколайович           | майор             | 20 серпня 2014 | 7 ОПАА         | Загинув у збитому гелікоптері Мі-24 під Георгіївкою.                              |
| Родіонов Антон Олександрович     | капітан           | 20 серпня 2014 | 7 ОПАА         | Загинув у збитому гелікоптері Мі-24 під Георгіївкою.                              |
| Штинда Микола Миронович          | молодший сержант  | 20 серпня 2014 | 24 ОМБр        | Загинув у бою з підрозділами 76 ДШД під Георгіївкою.                              |
| Білоус Сергій Степанович         | молодший сержант  | 20 серпня 2014 | 24 ОМБр        | Загинув у бою з підрозділами 76 ДШД під Георгіївкою.                              |
| Жилін Руслан Михайлович          | капітан           | 21 серпня 2014 | 24 ОМБр        | Загинув під Георгіївкою під час обстрілу.                                         |
| Лесешак Дмитро Васильович        | солдат            | 21 серпня 2014 | 24 ОМБр        | Загинув під Георгіївкою під час обстрілу.                                         |
| Лук'янюк Костянтин Костянтинович | солдат            | 21 серпня 2014 | 24 ОМБр        | Загинув під Лутугиним під час обстрілу.                                           |
| Петрівський Степан Петрович      | солдат            | 24 серпня 2014 | «Шторм»        | Загинув на блокпосту під Георгіївкою під час обстрілу.                            |
| Рудніцький Вадим Володимирович   | солдат            | 24 серпня 2014 | «Шторм»        | Загинув на блокпосту під Георгіївкою під час обстрілу.                            |
| Комар Юрій Ігорович              | сержант           | 25 серпня 2014 | 15 РеАП        | Загинув під час обстрілу колони в районі Георгіївки.                              |
| Вахула Іван Васильович           | молодший сержант  | 28 серпня 2014 | 24 ОМБр        | Загинув у боях під Георгіївкою.                                                   |
| Пакало Олексій Іванович          | сержант           | 31 серпня 2014 | 30 ОМБр        | Загинув під Лутугиним.                                                            |
| Лукашук Андрій Степанович        | солдат            | 1 вересня 2014 | 30 ОМБр        | Загинув під Лутугиним.                                                            |
| Русаловський Сергій Миколайович  | солдат            | 1 вересня 2014 | 30 ОМБр        | Загинув під Лутугиним.                                                            |
| Колодій Зеновій Іванович         | солдат            | 1 вересня 2014 | 24 ОМБр        | Загинув під Лутугиним.                                                            |
| Марчук Олександр Григорович      | старший лейтенант | 1 вересня 2014 | 30 ОМБр        | Загинув під Лутугиним.                                                            |
| Іванов Євген Вікторович          | капітан           | 1 вересня 2014 | 80 ОАеМБр      | Загинув під Георгіївкою під час виходу з Луганського аеропорту.                   |
| Ковальчук Віктор Євгенович       | лейтенант         | 1 вересня 2014 | 80 ОАеМБр      | Загинув під Георгіївкою під час виходу з Луганського аеропорту.                   |
| Драбик Тарас Васильович          | сержант           | 1 вересня 2014 | 80 ОАеМБр      | Загинув під Георгіївкою під час виходу з Луганського аеропорту.                   |
| Попадик Назарій Богданович       | сержант           | 1 вересня 2014 | 80 ОАеМБр      | Загинув під Георгіївкою під час виходу з Луганського аеропорту.                   |
| Дзюбан Максим Мирославович       | солдат            | 1 вересня 2014 | 80 ОАеМБр      | Загинув під Георгіївкою під час виходу з Луганського аеропорту.                   |
| Кльоб Микола Іванович            | солдат            | 1 вересня 2014 | 80 ОАеМБр      | Загинув під Георгіївкою, виводячи БТР з Луганського аеропорту.                    |
| Тимощук Сергій Володимирович     | солдат            | 1 вересня 2014 | 80 ОАеМБр      | Зник безвісти під Георгіївкою під час виходу з Луганського аеропорту.             |
| Женжеруха Володимир Михайлович   | прапорщик         | 1 вересня 2014 | 169 НЦ «Десна» | Загинув під Георгіївкою під час розвідки шляхів виведення танків з-під Луганська. |
| Ротозій Дмитро Віталійович       | молодший сержант  | 1 вересня 2014 | 1 ОТБр         | Загинув під Георгіївкою під час розвідки шляхів виведення танків з-під Луганська. |